# Mýto (železniční zastávka)
Mýto je železniční zastávka (dříve stanice) v jižní části města Mýto v okrese Rokycany v Plzeňském kraji nedaleko Holoubkovského potoka. Leží na trati Praha–Plzeň. Železniční trať procházející zastávkou je elektrizovaná soustavou 25 kV, 50 Hz AC.

## Historie
Stanice byla vybudována jakožto součást České západní dráhy (BWB) spojující Bavorsko, Plzeň a nádraží na Smíchově (Praha-Západní nádraží), podle typizovaného stavebního návrhu. 14. října 1861 byl zprovozněn úsek trasy z České Kubice na provizorní nádraží ve Skvrňanech u Plzně (železniční most přes Radbuzu byl dokončen se zbytkem trati až následujícího roku), 14. července 1862 byla s místním nádražím slavnostně otevřena zbývající trasa do Prahy.
Po BWB v roce 1895 pak obsluhovala stanici jedna společnost, Císařsko-královské státní dráhy (kkStB), po roce 1918 pak správu přebraly Československé státní dráhy.
Elektrický provoz zde byl zahájen 5. června 1987.

## Popis
Zastávka prochází Třetí železniční koridor, vede tudy dvoukolejná trať. V roce 2011 byla dokončena přeměna nádraží na zastávku s koridorovými parametry: nachází se zde dvě jednostranná nástupiště s podchody a elektronickým informačním systémem. Expresní spoje mohou stanicí projíždět rychlostí až 140 km/h.